# Głogowski
Głogowski là một huyện thuộc tỉnh Dolnośląskie của Ba Lan. Huyện có diện tích 443 km². Đến ngày 1 tháng 1 năm 2011, dân số của huyện là 87761 người và mật độ 198 người/km².